# Hypsiboas beckeri
Hypsiboas beckeri là một loài ếch thuộc họ Nhái bén.
Đây là loài đặc hữu của Brasil.
Môi trường sống tự nhiên của chúng là vùng núi ẩm nhiệt đới hoặc cận nhiệt đới và sông ngòi.
Chúng hiện có khả năng đang bị đe dọa vì mất môi trường sống.